# Basilepta subruficolle
Basilepta subruficolle es un coleóptero de la familia Chrysomelidae.
Fue descrita científicamente por primera vez en 1993 por Tan.